# Польские братья
Польские братья (пол. bracia polscy) — религиозное протестантское движение, начавшееся в 1570-х годах после раскола среди кальвинистов в Польше. Известны также как «польские ариане», в дореволюционной литературе на русском языке за наиболее радикальными течениями движения закрепился термин «полужидовствующие». Из среды польских братьев к концу XVI века выделилось социнианство.

## История
Польские братья были антитринитариями, отрицающими догмат Троицы и божественность Христа.
Вначале среди польских братьев имели влияние выходцы из простонародья: Симон Будный и Пётр из Гонёндза, соединявшие стремление к политической реформе (ликвидация крепостной зависимости и барщины, прекращение войн и всеобщее братство) с религиозным радикализмом.
Под влиянием Фауста Социна внутри польских братьев сформировалось рационалистическое направление арианства — так называемое социнианство.
В 1658 году по решению сейма Речи Посполитой все ариане были изгнаны из Польши.